# Istolacio
Istolacio est un dirigeant et un chef militaire des Turdétans pendant le IIIe siècle av. J.-C. Doté d'un grand prestige, il organise une armée importante composée de Turdétans et d'autres troupes celtibères et ibères pour s'opposer à l'invasion carthaginoise dirigée par Hamilcar Barca.

## Biographie
Diodore de Sicile décrit Istolacio comme un stratège celtique au service des Turdétans, et le mentionne accompagné par son frère qui fait office de lieutenant. Ce frère est identifié comme Indortes, successeur d'Istolacio, mais le texte de Diodore ne semble pas les traiter de la même manière.
Quand Hamilcar Barca et son contingent de mercenaires envahissent la vallée du Guadalquivir (es) en 237 av. J.-C., Istolacio va à sa rencontre avec une armée rassemblée parmi les peuples turdétans et ibériques de la région. Cependant, il n'est pas préparé à affronter la variété des troupes carthaginoises et la stratégie punique, qui comprennent des éléphants de guerre. Ils sont vaincus. Istolacio lui-même est torturé et crucifié.

## Annexe